# Kolonia Piaski (województwo kujawsko-pomorskie)
Kolonia Piaski – wieś w Polsce położona w województwie kujawsko-pomorskim, w powiecie włocławskim, w gminie Lubraniec.
Do 1954 roku w gminie Piaski. W latach 1954–1972 w gromadzie Lubraniec. W latach 1975–1998 miejscowość administracyjnie należała do województwa włocławskiego.
W latach 1975–1998 miejscowość administracyjnie należała do województwa włocławskiego. Według Narodowego Spisu Powszechnego (III 2011 r.) liczyła 243 mieszkańców. Jest piątą co do wielkości miejscowością gminy Lubraniec.
Wschodnia część miejscowości znajduje się w granicach miasta Lubrańca.